# Мулымья
Мулымья́ (в верхнем течении — Мутом) — река в России, протекает по территории Кондинского и Советского районов Ханты-Мансийского автономного округа, левый приток Конды.
Длина реки — 608 км, площадь водосборного бассейна — 7810 км². Протекает по западной окраине Западно-Сибирской равнины; в среднем течении очень извилиста. Питание смешанное, с преобладанием снегового. Замерзает в октябре, вскрывается в мае. Средний многолетний расход воды в реке составляет около 45 м3/с при объёме годового стока 1,4 км².

## Притоки

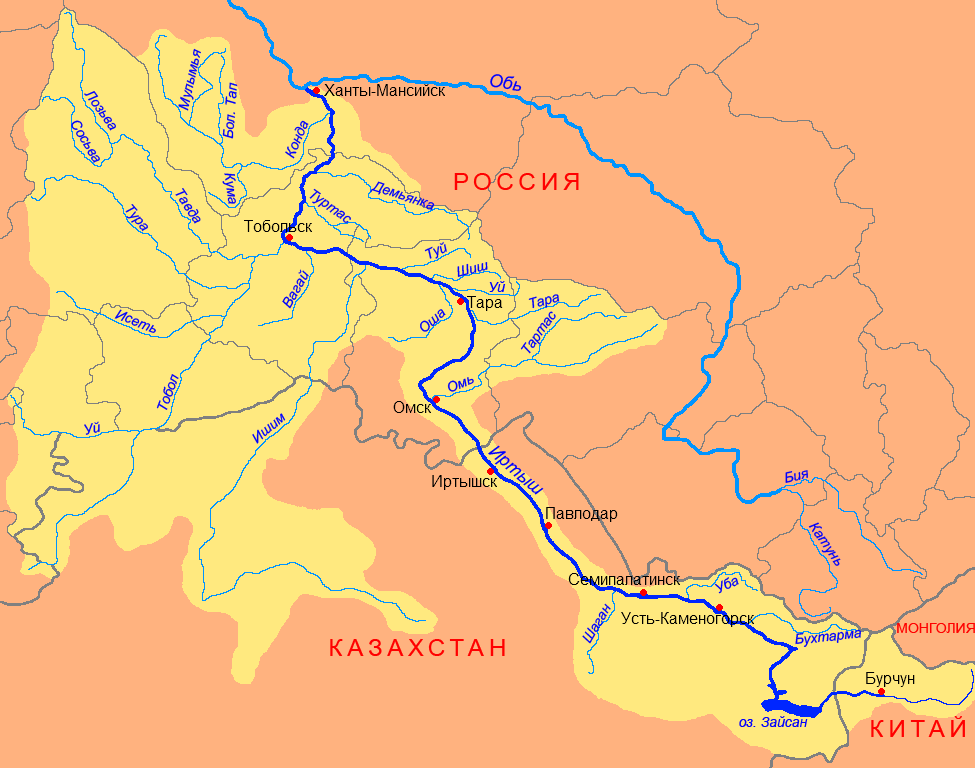
Бассейн Иртыша

- 104 км: река без названия
- 109 км: Олымья
- 164 км: Супра
- 173 км: Убья
- 215 км: Кетлох
- 324 км: Лова
- 368 км: Амынья
- 404 км: Картопья
- 452 км: Малая Холодная
- 459 км: Холодная
- 466 км: Малая Варька
- 484 км: Большая Варька
- 496 км: ручей Фадеева
- 504 км: Терпеева
- 508 км: Малая Мулымья
- 541 км: Северная Мулымья
- 556 км: Тунга

## Данные водного реестра
По данным государственного водного реестра России относится к Иртышскому бассейновому округу, водохозяйственный участок реки — Конда, речной подбассейн реки — Конда. Речной бассейн реки — Иртыш.
Код объекта в государственном водном реестре — 14010600112115300016115.